# Леандро Троссар
Леандро Троссар (фр. Leandro Trossard, нар. 4 грудня 1994, Маасмехелен) — бельгійський футболіст, півзахисник, нападник лондонського «Арсеналу».

## Клубна кар'єра
Народився 4 грудня 1994 року в місті Маасмехелен. Вихованець ряду бельгійських футбольних академій. У 2010 році 15-річний Троссар змінив клубну академію «Бохолтера» на більш сильну футбольну школу «Генка». Провівши два роки в молодіжних командах клубу, в грудні 2011 року він уклав з клубом контракт на три роки. У січні наступного року Леандро почав тренуватися з основним складом, а через п'ять місяців, 12 травня 2012 року, він отримав можливість дебютувати в чемпіонаті Бельгії, вийшовши на заміну в останній грі сезону з «Гентом».
Всю першу половину сезону 2012/13 Троссару не представилося можливостей зіграти за основний склад «Генка», крім єдиної появи в кубковому матчі. Тому в січні 2013 року футболіст попросив керівництво клубу віддати його в оренду для отримання ігрової практики. Другу половину сезону він виступав у другому дивізіоні за клуб «Ломмел Юнайтед», де відразу добре проявив себе, забивши сім голів у 12 матчах. На весь сезон 2013/14 Леандро знову був відданий в оренду до клубу другого дивізіону, на цей раз у «Вестерло», але там він грав нестабільно, забивши лише три голи у 17 матчах. 
На наступний сезон Троссар повернувся в «Ломмел Юнайтед», де зміг продемонструвати колишній високий рівень. Він забив 16 голів в 33 матчах і допоміг команді зайняти друге місце в другому дивізіоні, за що вболівальники клубу визнали його найкращим гравцем сезону. Сезон 2015/16 Троссар також провів в оренді, але вже в клубі вищого дивізіону, «Ауд-Геверле». Він став основним гравцем команди, зігравши 30 матчів і забивши 8 голів. Спостерігаючи за прогресом свого гравця, тренер «Генка» Петер Мас захотів ще взимку достроково повернути Леанрдо в команду, але в підсумку «Генк» погодився дати йому дограти сезон в «Геверле», за результатами якого клуб став останнім і понизився у класі.
На сезон 2016/17 Троссар нарешті залишився в складі «Генка» після трьох з половиною років, проведених в оренді. У першій половині сезону він переважно виходив на заміни, але у другій половині став стабільно грати в стартовому складі і допоміг команді дійти до півфіналу національного кубка і чвертьфіналу Ліги Європи УЄФА. У травні 2018 року Троссар уклав з «Генком» новий контракт, дійсний до літа 2021 року і передбачає можливість продовження ще на рік. Станом на 11 грудня 2018 року відіграв за команду з Генка 55 матчів в національному чемпіонаті.

### Брайтон енд Гоув Альбіон
26 червня 2019 року «Брайтон енд Гоув Альбіон» оформив угоду з гравцем терміном на 4 роки, заплативши за траснфер «Генку» 15 млн. фунтів.
17 серпня 2019 року Троссар у дебютному матчі за «чайок» відзначився голом, чим приніс своїй команді нічию в домашньому матчі проти «Вест Гема» (1–1).

## Виступи за збірні
2010 року дебютував у складі юнацької збірної Бельгії, взяв участь у 20 іграх на юнацькому рівні.
2016 року залучався до складу молодіжної збірної Бельгії. На молодіжному рівні зіграв в одному офіційному матчі.
У серпні 2018 року Троссар вперше був викликаний тренером Роберто Мартінесом у національну збірну Бельгії на товариський матч з командою Шотландії і матч Ліги націй УЄФА з командою Ісландії. Однак гру з шотландцями він провів на лаві запасних, а в заявку на матч з ісландцями зовсім не був включений.

## Титули і досягнення
- Чемпіон Бельгії (1):

«Генк»: 2018-19
- Володар Суперкубка Англії (1):

«Арсенал»: 2023